# ماريو دوديك
ماريو دوديك مواليد 18 فبراير 1974 في سراييفو، جمهورية يوغوسلافيا الاشتراكية الاتحادية، هو لاعب كرة قدم بوسني. يلعب كمهاجم. مثّل منتخب البوسنة والهرسك لكرة القدم.

## المسيرة الاحترافية

### أندية لعب لها
- نادي جيلييزنيتشار ساراييفو
- كيه في ميخيلين
- نادي سلافن بيلوبو
- نادي أنتر زابرشيتش

## روابط خارجية
- ماريو دوديك على موقع اتحاد تركيا (لاعب) (الإنجليزية)
- ماريو دوديك على موقع قاعدة بيانات كرة القدم.إي يو (الإنجليزية)
- ماريو دوديك على موقع ناشيونال فوتبول تيمز (الإنجليزية)
- ماريو دوديك على موقع Soccerway.com (الإنجليزية)
- ماريو دوديك على موقع عالم كرة القدم.نت (الإنجليزية)